# YxineFF
YxineFF, viết tắt từ Yxine Film Fest (Tiệc phim Yxine) là chương trình tiệc phim trực tuyến dành cho phim ngắn của Diễn đàn điện ảnh Yxine.com, được sáng lập bởi Marcus Mạnh Cường Vũ, Phan Xi Nê (tên thật: Phan Gia Nhật Linh) và Vũ Quỳnh Hà với sự hỗ trợ của các bạn trẻ yêu điện ảnh người Việt làm việc tình nguyện từ khắp nơi trên thế giới, với mục tiêu giới thiệu tác phẩm của các nhà làm phim mới và sáng tạo đến khán giả, đồng thời tạo dựng một cộng đồng các nhà làm phim để cùng giúp đỡ nhau phát triển tiếng nói của điện ảnh độc lập Việt Nam trên thế giới. Khời đầu chỉ là một sân chơi dành cho cộng đồng người Việt toàn cầu, YxineFF 2012 đã có hạng mục cho phim quốc tế.
Cũng tứ năm 2010, YxineFF hợp tác với Đại hội Điện ảnh Việt Nam Quốc tế tại Mỹ, để đưa những phim ngắn ra trình chiếu tại quốc tế.
YxineFF hoạt động hoàn toàn phi lợi nhuận và độc lập.

## Cơ cấu giải thưởng
YxineFF có 3 hệ thống giải thưởng:
- Giải do Ban giám khảo của YxineFF bình chọn, bao gồm: Giải Trái tim vàng (Phim xuất sắc nhất) và 5 Giải cá nhân dành cho Đạo diễn, Kịch bản, Quay phim, Dựng phim và Diễn viên.
- Giải Trái tim hồng dành cho Phim được yêu thích nhất, do khán giả bình chọn.
- Giải đặc biệt do những Hội đồng Ban giám khảo độc lập bầu chọn:

+ Giải Trái tim trẻ dành cho những ý tưởng sáng tạo mới lạ. Giải được tài trợ bởi Đạo diễn Lê Quý Dương.
+ Giải Trái tim xanh dành cho Phim tài liệu Phát triển Bền vững.
+ Giải Trái tim lửa
+ Giải Trái tim pha lê
+ Giải đặc biệt cho những đóng góp về nhạc phim

## Các kỳ YxineFF

### YxineFF 2010
- Thời gian nhận phim: từ 10 tháng 5 đến 15 tháng 9 năm 2010 [4]
- Chủ đề: Tình yêu, được hiểu theo nghĩa rộng nhất.
- Ban giám khảo:

1. Đạo diễn Việt Linh (Chủ tịch)
2. Đạo diễn Nguyễn Quang Dũng
3. Nhà báo Lê Hồng Lâm
4. Nhà phê bình Nguyễn Thanh Sơn
5. Nhà văn Hồ Anh Thái

- Số lượng phim tham gia: 120 phim đăng ký
- Số lượng phim trình chiếu: 54 phim (gồm 20 phim Tranh giải, 21 phim Toàn cảnh  và 12 phim Cận cảnh) [5]
- Lễ trao giải: tổ chức ngày 26 tháng 12 năm 2010 tại BHD Cinema Star, Thành phố Hồ Chí Minh.
- Các giải thưởng:

1. Giải Trái tim vàng: phim Nghĩ về anh của đạo diễn Vũ Quang Huy.[6]

YxineFF 2010 thu hút hơn 1 triệu lượt xem trên internet.

### YxineFF 2011
- Thời gian nhận phim: từ 29 tháng 5 đến 15 tháng 9 năm 2011
- Thời gian diễn ra Liên hoan phim: từ 30 tháng 9 đến 12 tháng 12 năm 2011.[8]
- Chủ đề: Niềm tin.
- Ban giám khảo:[9]

1. Đạo diễn Bùi Thạc Chuyên (Chủ tịch)
2. Diễn viên Hồng Ánh
3. Nhà quay phim Nguyễn Nam
4. Nhà sản xuất Jenni Trang Lê
5. Nhà văn/Blogger Nguyễn Trương Quý

- Số lượng phim tham gia: 150 phim đăng ký [10]
- Số lượng phim trình chiếu: 120 phim (gồm 23 phim Tranh giải, 23 phim Toàn cảnh và 76 phim Cận cảnh) [11]
- Lễ trao giải: tổ chức ngày 12 tháng 12 năm 2010 tại cụm rạp MegaStar Cineplex, Thành phố Hồ Chí Minh.[12]
- Các giải thưởng:

1. Giải Trái tim vàng: phim hoạt hình Dưới bóng cây của Colory Animation.[13]

YxineFF 2011 thu hút hơn 2 triệu lượt xem trên internet và được hơn 20 tờ báo lớn nhỏ đưa tin, đăng bài về sự kiện.

### YxineFF 2012
- Thời gian nhận phim: từ 15 tháng 4 đến 15 tháng 7 năm 2012
- Thời gian diễn ra Liên hoan phim: từ 15 tháng 9 đến 15 tháng 12 năm 2012
- Chủ đề: Cá nhân.[15]
- Ban giám khảo:[16]

1. Đạo diễn Phan Đăng Di (Chủ tịch)
2. Diễn viên Đỗ Thị Hải Yến
3. Nhà sản xuất Trần Thị Bích Ngọc
4. Đạo diễn hình ảnh Nguyễn K’Linh
5. Nhà phê bình lý luận Cao Việt Dũng[17]

- Số lượng phim tham gia: 150 phim đăng ký[18]
- Số lượng phim trình chiếu: 66 phim (gồm 15 phim Tranh giải quốc tế, 10 phim Tranh giải khu vực', 18 phim Toàn cảnh, 22 phim Cận cảnh và 1 phim Bế mạc ) [19]
- Lễ trao giải (dự kiến): tổ chức ngày 15 tháng 12 năm 2012 tại Thành phố Hồ Chí Minh.[20]
- Các giải thưởng:

(chưa có)

### YxineFF 2014
Tổ chức từ ngày 22 đến 28 tháng 9 năm 2014